# Persone di nome Carmelo
| Questa pagina contiene informazioni ricavate automaticamente dalle voci biografiche con l'ausilio del template Bio e di un bot. L'aggiornamento è periodico e automatico e ricostruisce completamente la pagina. Se manca una persona in questa lista, sei pregato di non aggiungerla, ma accertati piuttosto che la sua voce biografica contenga il template Bio e che i dati anagrafici siano correttamente compilati. Se il template Bio manca, inseriscilo tu stesso o, in alternativa, metti l'avviso {{tmp\|Bio}} che ne segnala la mancanza. Se i dati riportati sono sbagliati, correggi direttamente la voce biografica; le modifiche saranno visibili in questa lista entro pochi giorni. Per chiarimenti vedi il progetto antroponimi. La lista contiene solo le 140 persone che sono citate nell'enciclopedia e per le quali è stato implementato correttamente il template Bio. Pagina aggiornata al 6 ago 2025. |

Questa è una lista di persone presenti nell'enciclopedia che hanno il nome Carmelo, suddivise per attività principale.

## Allenatori di calcio(7)
- Carmelo Bagnato, allenatore di calcio e ex calciatore italiano (Scalea, n. 1956)
- Carmelo Cedrún, allenatore di calcio e ex calciatore spagnolo (Amorebieta, n. 1930)
- Carmelo Del Noce, allenatore di calcio e calciatore italiano (Palermo, n. 1932 - Palermo, † 2012)
- Carmelo Di Bella, allenatore di calcio e calciatore italiano (Catania, n. 1921 - Palermo, † 1992)
- Carmelo Imbriani, allenatore di calcio e calciatore italiano (Benevento, n. 1976 - Perugia, † 2013)
- Carmelo Mancuso, allenatore di calcio e ex calciatore italiano (Palermo, n. 1965)
- Carmelo Miceli, allenatore di calcio e ex calciatore italiano (Cosenza, n. 1958)

## Allenatori di pallacanestro(1)
- Carmelo Vidal, allenatore di pallacanestro italiano

## Allenatori di pallavolo(1)
- Carmelo Pittera, allenatore di pallavolo italiano (Catania, n. 1944)

## Anarchici(1)
- Carmelo Palladino, anarchico italiano (Cagnano Varano, n. 1842 - Cagnano Varano, † 1886)

## Antifascisti(1)
- Carmelo Salanitro, antifascista italiano (Adrano, n. 1894 - Campo di concentramento di Mauthausen, † 1945)

## Arbitri di pallacanestro(1)
- Carmelo Paternicò, arbitro di pallacanestro italiano (Piazza Armerina, n. 1967)

## Architetti(2)
- Carmelo Battaglia, architetto italiano (Catania - Catania, † 1799)
- Carmelo Sciuto Patti, architetto, ingegnere e geologo italiano (Catania, n. 1829 - Catania, † 1898)

## Arcivescovi cattolici(4)
- Carmelo Cassati, arcivescovo cattolico italiano (Tricase, n. 1924 - Tricase, † 2017)
- Carmelo Ferraro, arcivescovo cattolico italiano (Santa Croce Camerina, n. 1932)
- Carmelo Patanè, arcivescovo cattolico italiano (Giarre, n. 1869 - Catania, † 1952)
- Carmelo Pujia, arcivescovo cattolico italiano (Filadelfia, n. 1852 - Reggio Calabria, † 1937)

## Attori(4)
- Carmelo Bene, attore, regista e drammaturgo italiano (Campi Salentina, n. 1937 - Roma, † 2002)
- Carmelo Di Mazzarelli, attore italiano (Mazzarelli, n. 1918 - Marina di Ragusa, † 2010)
- Carmelo Galati, attore italiano (Palermo, n. 1975)
- Carmelo Gómez, attore spagnolo (Sahagún, n. 1962)

## Baritoni(1)
- Carmelo Mollica, baritono italiano (Siracusa, n. 1920 - Siracusa, † 2005)

## Biologi(1)
- Carmelo Isgrò, biologo italiano (Milazzo, n. 1985)

## Calciatori(16)
- Carmelo Algarañaz, calciatore boliviano (Santa Ana del Yacuma, n. 1996)
- Carmelo Amas, ex calciatore spagnolo (Zumaia, n. 1943)
- Carmelo Amenta, calciatore italiano (Milano, n. 1918 - La Spezia, † 1990)
- Carmelo Buonocore, calciatore italiano (Capua, n. 1912 - † 1982)
- Carmelo González, ex calciatore spagnolo (Las Palmas, n. 1983)
- Carmelo Goyenechea Urrusolo, calciatore spagnolo (Deusto, n. 1898 - Bilbao, † 1984)
- Carmelo La Torre, calciatore italiano (Scalea, n. 1954 - Scalea, † 2024)
- Carmelo Micciche, ex calciatore francese (Uckange, n. 1963)
- Carmelo Navarro, ex calciatore spagnolo (Murcia, n. 1959)
- Carmelo Parpiglia, ex calciatore italiano (Brancaleone, n. 1962)
- Carmelo Rodriguez, calciatore americo-verginiano (Christiansted, n. 1992)
- Carmelo Romeo, calciatore italiano (Milano, n. 1897 - Tradate, † 1988)
- Carmelo Russo, calciatore italiano (Lecce, n. 1921)
- Carmelo Simeone, calciatore argentino (Ciudadela, n. 1934 - Buenos Aires, † 2014)
- Carmelo Valencia, ex calciatore colombiano (Tutunendo, n. 1984)
- Carmelo Vergnano, calciatore italiano

## Cantanti(2)
- Carmelo Pagano, cantante e compositore italiano (Palermo, n. 1946)
- Carmelo Zappulla, cantante e attore italiano (Siracusa, n. 1955)

## Cantautori(1)
- Ninni Carucci, cantautore, musicista e compositore italiano (Taranto, n. 1942)

## Cestisti(5)
- Carmelo Anthony, ex cestista statunitense (New York, n. 1984)
- Carmelo Cabrera, ex cestista spagnolo (Las Palmas de Gran Canaria, n. 1950)
- Carmelo Lee, ex cestista statunitense (Atlanta, n. 1977)
- Carmelo Mendoza, cestista argentino (Santa Fe, † 2024)
- Carmelo Travieso, ex cestista portoricano (Río Piedras, n. 1975)

## Chitarristi(2)
- Carmelo Pipitone, chitarrista e cantautore italiano (Marsala, n. 1978)
- Mel Previte, chitarrista italiano (Bari, n. 1964)

## Ciclisti su strada(2)
- Carmelo Barone, ex ciclista su strada e pistard italiano (Avola, n. 1956)
- Carmelo Miranda, ex ciclista su strada spagnolo (Aranda de Duero, n. 1969)

## Costituzionalisti(1)
- Carmelo Caristia, costituzionalista e politico italiano (Caltagirone, n. 1881 - Catania, † 1969)

## Criminologi(1)
- Carmelo Lavorino, criminologo, investigatore e giornalista italiano (Siracusa, n. 1948)

## Discoboli(1)
- Carmelo Rado, discobolo italiano (Oderzo, n. 1933)

## Disegnatori(1)
- Carmelo Silva, disegnatore e umorista italiano (Treviglio, n. 1909 - Treviglio, † 1996)

## Filosofi(2)
- Carmelo Ottaviano, filosofo italiano (Modica, n. 1906 - Terni, † 1980)
- Carmelo Vigna, filosofo e storico della filosofia italiano (Rosolini, n. 1940)

## Fotografi(2)
- Carmelo Bongiorno, fotografo e docente italiano (Catania, n. 1960)
- Carmelo Nicosia, fotografo e fotoreporter italiano (Catania, n. 1960)

## Fumettisti(1)
- Carmelo Gozzo, fumettista italiano (Ragusa, n. 1943)

## Funzionari(2)
- Carmelo Agnetta, prefetto e patriota italiano (Caserta, n. 1823 - Massa, † 1889)
- Carmelo Marchese Ragona, funzionario e dirigente sportivo italiano (Canicattì, n. 1903 - Canicattì, † 1970)

## Generali(2)
- Carmelo Burgio, generale italiano (Anzio, n. 1957)
- Carmelo Scardino, generale italiano (Barcellona Pozzo di Gotto, n. 1864 - Cosenza, † 1918)

## Gesuiti(1)
- Carmelo Elorduy, gesuita, traduttore e sinologo spagnolo (Mungia, n. 1901 - † 1989)

## Ginecologi(1)
- Carmelo Pugliatti, ginecologo italiano (Savoca, n. 1789 - Messina, † 1854)

## Giocatori di calcio a 5(1)
- Carmelo Musumeci, giocatore di calcio a 5 e calciatore italiano (Catania, n. 1991)

## Giornalisti(4)
- Carmelo Abbate, giornalista e saggista italiano (Castelbuono, n. 1971)
- Melo Freni, giornalista, scrittore e regista italiano (Barcellona Pozzo di Gotto, n. 1934)
- Carmelo Sardo, giornalista e scrittore italiano (Porto Empedocle, n. 1961)
- Carmelo Torres, giornalista e scrittore messicano (La Barca, n. 1927 - Caracas, † 2003)

## Imprenditori(2)
- Carmelo Costanzo, imprenditore italiano (Catania, n. 1923 - Catania, † 1990)
- Carmelo Iannì, imprenditore italiano (Palermo, n. 1934 - Villagrazia di Carini, † 1980)

## Ingegneri(2)
- Carmelo Pellegrino Gallo, ingegnere italiano
- Carmelo Malerba Guerrieri, ingegnere, architetto e insegnante italiano (Catania, n. 1852 - Catania, † 1923)

## Ispanisti(1)
- Carmelo Samonà, ispanista e scrittore italiano (Palermo, n. 1926 - Roma, † 1990)

## Lottatori(1)
- Carmelo Lumia, lottatore italiano (Termini Imerese, n. 1990)

## Mafiosi(2)
- Carmelo Barbaro, mafioso italiano (Reggio Calabria, n. 1948)
- Carmelo Colletti, mafioso italiano (Ribera, n. 1920 - Ribera, † 1983)

## Maratoneti(1)
- Carmelo Traini, ex maratoneta e fondista di corsa in montagna italiano (Bergamo, n. 1970)

## Medici(2)
- Carmelo Massimo Misiti, medico e politico italiano (Reggio Calabria, n. 1963)
- Carmelo Patamia, medico e politico italiano (Bagnara Calabra, n. 1826 - Napoli, † 1909)

## Militari(8)
- Carmelo Bonomo, militare italiano (Modica, n. 1890)
- Carmelo Borg Pisani, militare maltese (Senglea, n. 1914 - Paola, † 1942)
- Carmelo Floriddia, militare italiano (Ispica, n. 1972)
- Carmelo Ganci, militare italiano (Siracusa, n. 1964 - Castel Morrone, † 1987)
- Carmelo Onorato, militare italiano (Palermo, n. 1916 - Cefalonia, † 1943)
- Carmelo Palella, militare italiano (Casalvecchio Siculo, n. 1898 - Sopena, † 1937)
- Carmelo Raiti, militare italiano (Sortino, n. 1917 - Mediterraneo occidentale, † 1941)
- Carmelo Rossetti, militare italiano (Fragagnano, n. 1974)

## Nobili(1)
- Carmelo Moncada Oneto, nobile, politico e militare italiano (Palermo, n. 1743 - Palermo, † 1830)

## Pallanuotisti(1)
- Memè Busietta, pallanuotista maltese (Sliema, n. 1902 - Malvern East, † 1983)

## Pallavolisti(1)
- Carmelo Gitto, pallavolista italiano (Barcellona Pozzo di Gotto, n. 1987)

## Pianisti(2)
- Melo Mafali, pianista e compositore italiano (Messina, n. 1958 - Ajka, † 2021)
- Carmelo Travia, pianista, compositore e arrangiatore italiano (Lipari, n. 1970)

## Piloti motociclistici(1)
- Carmelo Morales Gómez, pilota motociclistico spagnolo (Castellar del Vallès, n. 1978)

## Pittori(3)
- Carmelo Comes, pittore e ceramista italiano (Catania, n. 1905 - Mascalucia, † 1988)
- Carmelo Floris, pittore e incisore italiano (Bono, n. 1891 - Olzai, † 1960)
- Carmelo Fodaro, pittore e incisore italiano (Borgia, n. 1936)

## Poeti(2)
- Carmelo Aliberti, poeta e critico letterario italiano (Castroreale, n. 1943)
- Omar Pirrera, poeta, scrittore e saggista italiano (Caltanissetta, n. 1932 - Vallo della Lucania, † 2021)

## Politici(17)
- Carmelo Abela, politico maltese (Malta, n. 1972)
- Carmelo Azzarà, politico italiano (Spilinga, n. 1935 - Roma, † 1999)
- Carmelo Briguglio, politico italiano (Furci Siculo, n. 1956)
- Carmelo Carrara, politico e magistrato italiano (Palermo, n. 1950)
- Carmelo Conte, politico italiano (Piaggine, n. 1938)
- Carmelo Dinaro, politico italiano (Melicuccà, n. 1914 - † 2011)
- Carmelo Incorvaia, politico italiano (Licata, n. 1941)
- Carmelo Latino, politico italiano (Agrigento, n. 1926)
- Carmelo Lo Monte, politico italiano (Graniti, n. 1956)
- Carmelo Miceli, politico italiano (Ribera, n. 1977)
- Karmenu Mifsud Bonnici, politico maltese (Cospicua, n. 1933 - † 2022)
- Carmelo Morra, politico italiano (Monteleone di Puglia, n. 1944 - Monteleone di Puglia, † 2015)
- Carmelo Porcu, politico italiano (Orune, n. 1954)
- Carmelo Pujia, politico italiano (Polia, n. 1927 - Roma, † 2022)
- Francesco Salerno, politico e dirigente sportivo italiano (Montescaglioso, n. 1925 - Matera, † 1998)
- Carmelo Santalco, politico italiano (San Marco d'Alunzio, n. 1921 - Barcellona Pozzo di Gotto, † 2005)
- Carmelo Spitaleri, politico italiano (Erice, n. 1949)

## Poliziotti(2)
- Carmelo Magli, poliziotto italiano (Francavilla Fontana, n. 1970 - Taranto, † 1994)
- Carmelo Marzano, poliziotto e questore italiano (Napoli, n. 1911 - Pozzuoli, † 1983)

## Presbiteri(1)
- Carmelo Psaila, presbitero, scrittore e poeta maltese (Żebbuġ, n. 1871 - San Ġiljan/St. Julian's, † 1961)

## Pugili(2)
- Carmelo Bossi, pugile italiano (Milano, n. 1939 - Milano, † 2014)
- Carmelo Robledo, pugile argentino (Buenos Aires, n. 1912 - † 1981)

## Sassofonisti(1)
- Larry Nocella, sassofonista italiano (Battipaglia, n. 1949 - Torino, † 1989)

## Schermidori(1)
- Carmelo Camet, schermidore argentino (Parigi, n. 1904 - Buenos Aires, † 2007)

## Scrittori(1)
- Carmelo Musumeci, scrittore e criminale italiano (Aci Sant'Antonio, n. 1955)

## Scultori(4)
- Carmelo Cammarata, scultore italiano (Bivona, n. 1924 - Bivona, † 1999)
- Carmelo Cappello, scultore italiano (Ragusa, n. 1912 - Milano, † 1996)
- Carmelo Florio, scultore, decoratore e restauratore italiano (Catania, n. 1887 - Catania, † 1975)
- Carmelo Mendola, scultore italiano (Catania, n. 1895 - Catania, † 1976)

## Sindacalisti(1)
- Carmelo Barbagallo, sindacalista italiano (Termini Imerese, n. 1947)

## Storici(2)
- Carmelo Giovanni Donno, storico italiano (Lecce, n. 1948 - Lecce, † 2023)
- Carmelo Trasselli, storico italiano (Palermo, n. 1910 - Palermo, † 1982)

## Storici dell'arte(1)
- Carmelo Occhipinti, storico dell'arte e critico d'arte italiano (Ragusa, n. 1974)

## Vescovi cattolici(4)
- Carmelo Canzonieri, vescovo cattolico italiano (Ragusa, n. 1907 - † 1993)
- Carmelo Cuttitta, vescovo cattolico italiano (Godrano, n. 1962)
- Carmelo Valenti, vescovo cattolico italiano (Marineo, n. 1798 - † 1882)
- Carmelo Zammit, vescovo cattolico e teologo maltese (Gudia, n. 1949)

## Senza attività specificata(1)
- Carmelo Ciccia, italianista, saggista e critico letterario italiano (Paternò, n. 1934)